# James Finlayson (Schauspieler)

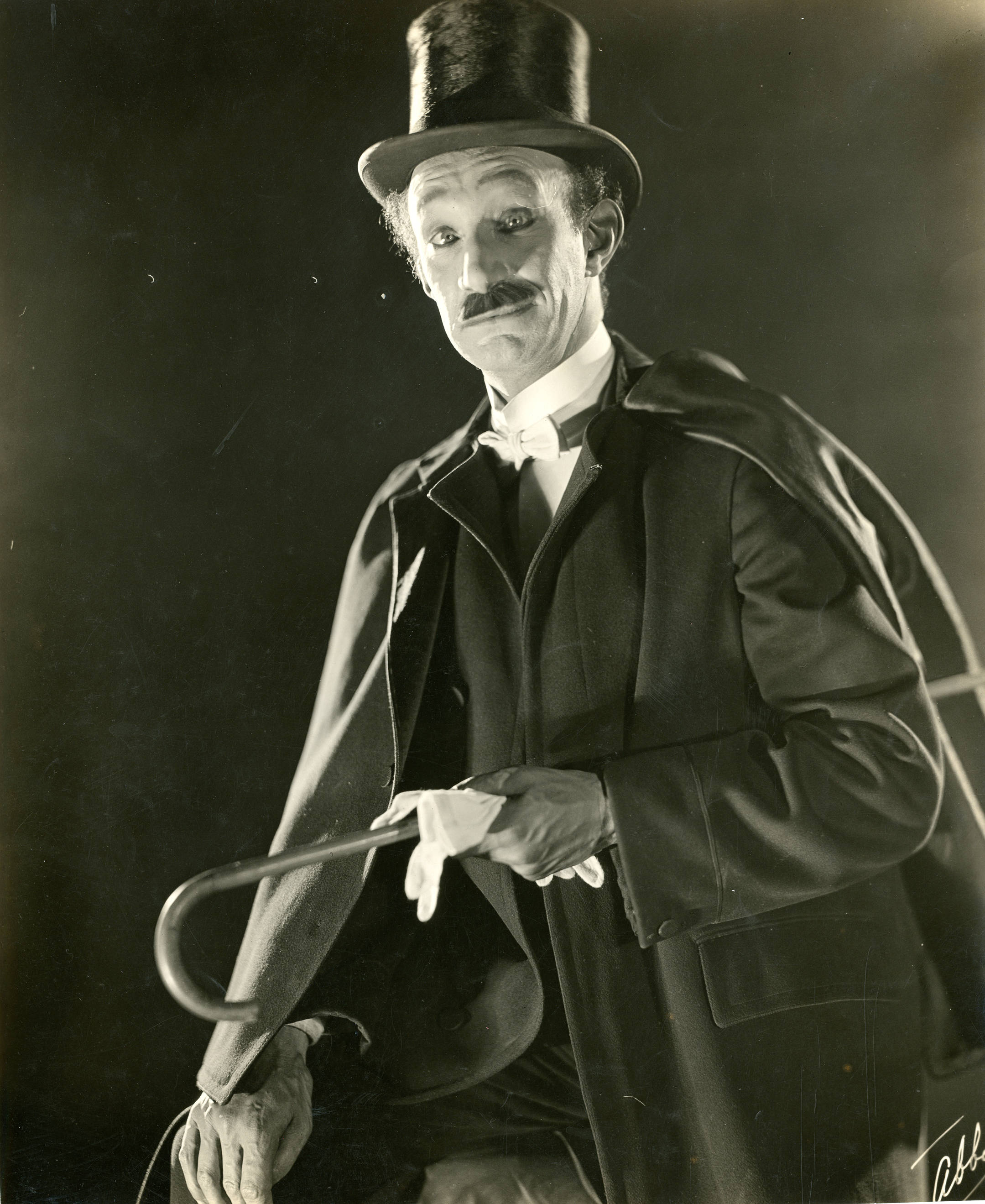
James Finlayson (1923)

James Henderson Finlayson (* 27. August 1887 in Larbert bei Falkirk, Schottland; † 9. Oktober 1953 in Los Angeles, Kalifornien) war ein britischer Filmschauspieler und Komödiant. Weltbekannt wurde er mit seinen Auftritten als Gegenspieler von Laurel und Hardy, insgesamt wirkte er in über 190 Filmproduktionen mit. Zu seinen Markenzeichen gehörten der falsche Bart sowie seine explosiven Wutausbrüche und sein intensives Grimassenspiel.

## Leben
„Jim“ oder „Jimmy“ Finlayson, Sohn des schottischen Eisengießers Alexander Finlayson und seiner Frau Isabella (Henderson) Finlayson, begann ein Wirtschaftsstudium, kam durch seine Freundschaft mit dem damals berühmten schottischen Schauspieler John Clyde jedoch bald zur Schauspielerei. Als Charakter- und Komödiendarsteller tourte er durch Großbritannien und trat vor allem in Music Halls auf. Mit der populären Bühnenfarce Bunty Pulls the Strings reiste er nach Amerika, wo er 1912 am Broadway auftrat – es wurde sein Durchbruch als Komödiant. Danach tourte er als gefragter Vaudeville-Schauspieler durch die Vereinigten Staaten.

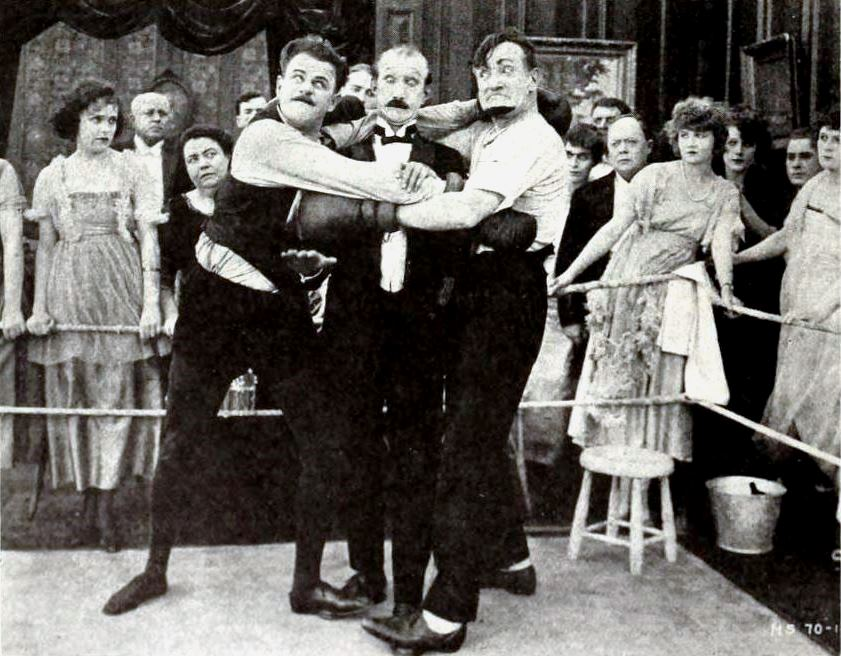
James Finlayson (Mitte) in Don't Weaken (1920)

1916 begann Finlayson in Hollywood seine Filmkarriere, angefangen mit kleineren Auftritten in Henry Lehrmans L-KO-Komödien. 1919 schloss er einen Dreijahresvertrag mit dem Filmproduzenten Mack Sennett ab; ob der Komiker bereits in Sennetts letzten Keystone-Jahren (bis 1917) als einer der legendären Keystone Kops aktiv gewesen war, wie oft behauptet wird, ist nicht gesichert. Er wirkte in Langfilmen wie Yankee Doodle in Berlin (1919), Down on the Farm (1920) und A Small Town Idol (1921) mit und war in diversen Kurzfilmen an der Seite von Sennett-Komikern wie Ben Turpin und Billy Bevan zu sehen.
Ende 1922 wechselte Finlayson zu Hal Roach, der ihn zunächst fast ausschließlich in Kurzfilmen von Snub Pollard und Stan Laurel einsetzte und ihn mit letzterem gelegentlich auch als Team agieren ließ. Später (nach Laurels vorübergehendem Weggang von Roach) wirkte er auch in Komödien anderer Stars des Studios wie den Kleinen Strolchen, Charley Chase, Glenn Tryon, Clyde Cook, Max Davidson und Mabel Normand mit. Ab 1925 avancierte er zum Hauptdarsteller einiger weniger Komödien wie Yes, Yes, Nanette. Das Starpotential des Komikers hielt sich jedoch in Grenzen, so dass Roach 1927 versuchte, ein komisches Trio aufzubauen, bestehend aus Finlayson, dem fleißigen, aber glücklosen Solostar Stan Laurel und dem vielseitigen Nebendarsteller Oliver Hardy. Filme wie Love 'Em and Weep, With Love and Hisses, Sugar Daddies und der etwas später veröffentlichte Flying Elephants zeugen von diesem Vorhaben. Doch noch im selben Jahr kam es zu den ersten Laurel-&-Hardy-Komödien mit Finlayson als ihrem wohl bekanntesten Nebendarsteller.
Finlaysons stets angesäuerte Miene, seine Darstellung explosiver Wutausbrüche sowie seine Spätzünder-Slapstick-Routine (inklusive nervös-misstrauischem Augenzwinkern und hochgezogener Augenbraue) machten ihn zum geeigneten Gegenspieler des stets entspannt ins nächste Schlamassel marschierenden und dabei unbedarft flunkernden Komiker-Duos. Ein weiteres Markenzeichen Finlaysons war der Ausruf „d’ohhhh!“, der später von den Machern der Zeichentrickserie Die Simpsons für deren Hauptfigur Homer Simpson übernommen wurde (dt.: „Neinn!“). Bei einem seiner gestellten Empörungsanfälle soll sich Finlayson derart in seine Rolle gesteigert haben, dass er dabei mit seinem haarlosen Kopf gegen die nächste Wand schlug und ohnmächtig zu Boden ging.
Landsmann Stan Laurel würdigte Finlaysons Beiträge zu den Welterfolgs-Komödien ausdrücklich als gleichwertig neben seinen und Oliver Hardys Leistungen. So spielte Finlayson etwa in dem Stummfilm Das große Geschäft einen genervten Hausbesitzer, der Laurel und Hardy nicht ihre Tannenbäume abkaufen will, woraufhin eine Zerstörungsorgie auf beiden Seiten ausbricht. Als Butler in dem Kurzfilm Gib mir den Hammer muss er das Haus seines Herren gegen Laurel und Hardy als Einbrecher verteidigen. In dem Langfilm Hände hoch – oder nicht spielte er einen langweiligen Adeligen, dessen schöne Ehefrau (Thelma Todd) ihm untreu wird. Als knauseriger Matrose Finn in Die Doppelgänger versucht er vergeblich, das Komikerduo um seinen Lohn zu bringen. 1937 gab der Komiker als Saloonbesitzer Mickey Finn in Zwei ritten nach Texas seine vielleicht denkwürdigste Darstellung des viktorianischen Laurel-&-Hardy-Cholerikers. Allerdings begannen im selben Jahr auch seine anhaltenden gesundheitlichen Probleme, die ihn zwangen, beruflich kürzerzutreten.
Bis 1940 absolvierte Finlayson Auftritte in mehr als 30 Laurel-&-Hardy-Filmen, war aber parallel zu seiner Tätigkeit für Roach ab 1928 auch für viele andere Filmstudios tätig, unter anderem als Nebendarsteller für das heute vergessene Komikerduo Clark & McCullough. Zwischen 1933 und 1935 versuchte er sich auch kurzzeitig beim europäischen Film, als er für die britische Gaumont drehte. Finlaysons Agent Arthur Landau (der „Bombshell“ Jean Harlow zum Film gebracht hatte) vermittelte dem Schauspieler stets neue Rollen, so dass er seine Filmarbeit auch in den 1940er Jahren fortsetzen konnte. Er hatte kleine Auftritte in Filmklassikern wie Alfred Hitchcocks Der Auslandskorrespondent und Ernst Lubitschs Sein oder Nichtsein und lieferte seine letzte Filmrolle 1951 im Fred-Astaire-Vehikel Königliche Hochzeit ab.
Finlayson war zeitweise mit Emily Cora Gilbert verheiratet. Die letzten zwanzig Jahre seines Lebens frühstückte er stets zusammen mit der britischen Schauspielerin Stephanie Insall. Eines Morgens wunderte sie sich, dass Finlayson nicht zur gewohnten Zeit zum Frühstück erschienen war, und schaute in seiner Wohnung nach ihm. Dort fand sie ihn; er war im Alter von 66 Jahren einem Herzinfarkt erlegen.
Bei der Beerdigung des Komikers und Freimaurers waren unter anderem einige Kollegen aus Mack-Sennett-Zeiten sowie, aus dem Roach-Umfeld, Snub Pollard präsent. Finlaysons Geburtsort Falkirk ehrt den Sohn heute mit einer Webseite, zur geplanten Installation einer Ehrenplakette ist es bisher jedoch nicht gekommen.

## Filmografie (Auswahl)

### Mit Laurel & Hardy (komplett)
Stummfilme
- 1927: Love ’Em and Weep
- 1927: With Love And Hisses
- 1927: Sugar Daddies
- 1927: The Second Hundred Years
- 1927: Das Haus der tausend Freuden (Call of the Cuckoo)
- 1927: Hut ab! (Hats Off!)
- 1927: Die Rache des Raubmörders (Do Detectives Think?)
- 1928: Flying Elephants
- 1929: Die Sache mit der Hose (Liberty)
- 1929: Das große Geschäft (Big Business)

Tonfilme
- 1929: Als Matrosen (Men O'War)
- 1929: Unschuldig hinter Gittern (The Hoose-Gow)
- 1930: Gib mir den Hammer (Night Owls)
- 1930: Wohnungsagenten (Another Fine Mess)
- 1931: Die Dame auf der Schulter (Chickens Come Home)
- 1931: Die Braut wird geklaut (Our Wife)
- 1931: Hinter Schloss und Riegel (Pardon Us)
- 1931: Retter in der Not (One Good Turn)
- 1932: The Chimp
- 1932: Die Teufelsbrüder (Pack Up Your Troubles)
- 1933: Als Mitgiftjäger (Me and My Pal)
- 1933: Hände hoch – oder nicht (The Devil's Brother)
- 1935: Zum Nachtisch weiche Birne (Thicker than Water)
- 1935: Wir sind vom schottischen Infanterie-Regiment (Bonnie Scotland)
- 1936: Galaxy Of Stars
- 1936: Das Mädel aus dem Böhmerwald (The Bohemian Girl)
- 1936: Die Doppelgänger (Our Relations)
- 1937: Zwei ritten nach Texas (Way out West)
- 1937: Sternschnuppen (Pick a Star)
- 1938: Die Klotzköpfe (Blockheads)
- 1939: In der Fremdenlegion (The Flying Deuces)
- 1940: In Oxford (A Chump At Oxford)
- 1940: Auf hoher See (Saps At Sea)

### Sonstige (Auswahl)
Stummfilme
- 1919: Yankee Doodle in Berlin
- 1920: Down on the Farm
- 1921: A Small Town Idol
- 1923: California or Bust
- 1923: Sold at Auction!
- 1923: Oranges and Lemons
- 1923: A Man About Town
- 1923: Roughest Africa
- 1923: Frozen Hearts
- 1923: The Soilers
- 1925: Yes, Yes, Nanette
- 1925: Innocent Husbands
- 1925: The Caretaker’s Daughter
- 1926: Thundering Fleas
- 1926: The Nickel-Hopper
- 1927: Anything Once!
- 1927: No Man’s Law
- 1927: Don’t Tell Everything
- 1928: Should Tall Men Marry?

Tonfilme
- 1930: For the Defense
- 1930: Start in die Dämmerung (The Dawn Patrol)
- 1930: Der Traumtänzer (Feet First)
- 1931: Stout Hearts and Willing Hands
- 1931: Scratch-As-Catch-Can
- 1932: The Iceman’s Ball
- 1933: Die kleinen Strolche: Mush and Milk
- 1933: So This Is Harris!
- 1937: Engel (Angel)
- 1939: Damals in Hollywood (Hollywood Cavalcade)
- 1940: Der Auslandskorrespondent (Foreign Correspondent)
- 1941: Die Unvollendete (New Wine)
- 1942: Sein oder Nichtsein (To Be or Not to Be)
- 1946: Die Werwölfin von London (She-Wolf of London)
- 1946: Bis die Wolken vorüberzieh’n (Till the Clouds Roll By)
- 1947: Pauline, laß das Küssen sein (The Perils of Pauline)
- 1949: Lassie in Not (Challenge to Lassie)
- 1951: Königliche Hochzeit (Royal Wedding)